# 마이크 크로거
마이크 크로거(Mike Kroeger, 1972년 6월 25일 ~ )는 캐나다의 베이시스트로, 니켈백의 일원이다. 동생은 채드 크로거이다.